# Guadalupe (Peru)
Guadalupe ist eine Stadt in der Region La Libertad im Nordwesten von Peru.

## Geografie
Die Stadt liegt 107 km nordnordwestlich der Regionshauptstadt Trujillo auf einer Höhe von 92 m, 14,5 km von der Pazifikküste entfernt in der Küstenebene von Nordwest-Peru. 5 km ostnordöstlich von Guadalupe liegt die Stadt Chepén. Guadalupe liegt in der Provinz Pacasmayo und ist Verwaltungssitz des gleichnamigen Distrikts.
Die Stadt hatte beim Zensus 2017 eine Einwohnerzahl von 21.857, zehn Jahre zuvor 20.605.

## Wirtschaft und Verkehr
In der Umgebung der Stadt wird bewässerte Landwirtschaft betrieben.
In den 1860er Jahren war die Stadt Ziel der Planungen für die erste Eisenbahn der Region. 1872 eröffnete die Bahnstrecke Pacasmayo–Guadalupe und schuf direkten Anschluss an den Pazifik-Hafen von Pacasmayo. 1968 stellte die Bahn ihren Betrieb ein.